# Hoàng Diệu, Gia Lộc
Hoàng Diệu là một xã thuộc huyện Gia Lộc, tỉnh Hải Dương, Việt Nam.

## Địa lý
Xã Hoàng Diệu nằm ở phía đông huyện Gia Lộc. Sông Cầu Bính là con sông đào nhỏ tiêu nước nối với sông Tứ Kỳ và sông Đình Hào.
Xã có vị trí địa lý:
- Phía bắc giáp xã Gia Lương, xã Gia Khánh và thị trấn Gia Lộc
- Phía tây giáp xã Hồng Hưng
- Phía nam giáp xã Dân Chủ và xã Tân Kỳ, đều thuộc huyện Tứ Kỳ
- Phía đông giáp xã Ngọc Kỳ, huyện Tứ Kỳ.

Xã Hoàng Diệu có diện tích 7,55 km², dân số năm 1999 là 6865 người, mật độ dân số đạt 909 người/km².

## Hành chính
Xã Hoàng Diệu bao gồm 8 thôn: Phong Lâm (Trắm Rồng), Trúc Lâm (Trắm Chợ), Văn Lâm (Trắm Đệ), Nghĩa Hy, Long Tràng, Đại Tỉnh, Thụy Lương và Lai Cầu. Các làng này trước năm 1946 vốn thuộc huyện Tứ Kỳ.
Các cụm dân cư thôn Phong Lâm, Văn Lâm và Trúc Lâm liền nhau nên còn gọi là Tam Lâm. Ba thôn Long Tràng, Đại Tỉnh và Thụy Lương cũng dính liền vào nhau. Hai thôn còn lại là Nghĩa Hy và Lai Cầu nằm tách biệt riêng lẻ.

## Giao thông
Các tuyến, hệ thống giao thông quan trọng đi qua xã Hoàng Diệu:
- Quốc lộ 37: đi Cống Câu, thành phố Hải Dương, Tứ Kỳ, Ninh Giang...
- Đường liên xã Hoàng Diệu - Đoàn Thượng nối với quốc lộ 38.

## Văn hóa

### Di tích
Di tích miếu Lai Cầu ở thôn Lai Cầu thờ bà Nguyễn Thị Dực. Bà đã giả làm con trai giúp vua đánh giặc Tống. Khi bà mất được dân làng tôn thờ và phong làm thành hoàng. Miếu Lai Cầu đã được xếp hạng là di tích lịch sử văn hóa cấp quốc gia 2004.

## Kinh tế
Hoàng Diệu là một xã nông nghiệp kết hợp với tiểu thủ công nghiệp, làng nghề. Về nông nghiệp ở khắp các thôn trong xã đều trồng trọt và chăn nuôi lợn, gia cầm. Về tiểu thủ công nghiệp phát triển ở các thôn phía tây gần quốc lộ 37 như 3 thôn Tam Lâm và thôn Nghĩa Hy với nghề đóng giày da, giả da thu hút được đông đảo các hộ tham gia nâng cao thu nhập ổn định kinh tế.